# 圣乔瓦尼-瓦尔达诺
圣乔瓦尼-瓦尔达诺（義大利語：San Giovanni Valdarno）是意大利托斯卡纳大区阿雷佐省的一个市镇。总面积21.32平方公里，人口17171人，人口密度805.4人/平方公里（2009年）。ISTAT代码为051033。